# Philippe Sollers
Pour les articles homonymes, voir Sollers et Joyaux.
Philippe Sollers est un écrivain français né le 28 novembre 1936 à Talence (Gironde) et mort le 5 mai 2023 à Paris.
Après des débuts littéraires salués par François Mauriac et Louis Aragon, Philippe Sollers anime de 1960 à 1982 la revue d'avant-garde Tel Quel, dans laquelle sont publiés des intellectuels et écrivains français tels que Roland Barthes ou Marcelin Pleynet. Auteur de textes critiques et de littérature expérimentale dans les années 1970, il publie également des ouvrages romanesques à compter de Femmes, dans les années 1980. Il dirige à partir de 1983 la revue et la collection L'Infini aux éditions Gallimard.
Il se marie en 1967 avec la philosophe et psychanalyste Julia Kristeva.

## Biographie

### Famille, jeunesse et formation

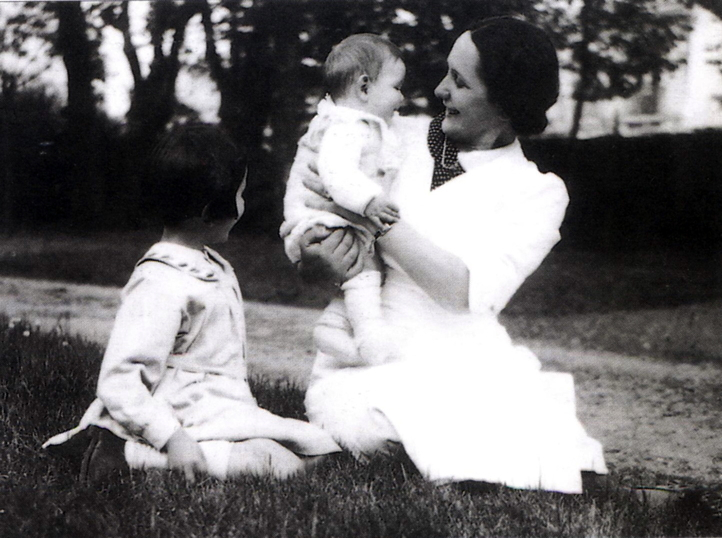
Philippe Sollers enfant à Bordeaux, dans le parc de la propriété familiale en 1937, avec sa mère et sa sœur Annie.

De son vrai nom  Philippe Joyaux, il naît à Talence d'Octave Joyaux et de Marcelle Molinié. Sa famille dirige la société Joyaux Frères, la ferblanterie Recalt qui produit du matériel de cuisine, de construction métallique, des machines-outils pour la SNCASO sous l'occupation allemande.
Après des études au lycée de Talence (nommé lycée Victor-Louis en 1967) de la 6e 1A en 1946-1947 jusqu'à la 1re 1B en 1951-1952, il déménage à Paris en 1955 pour faire ses études supérieures au lycée Sainte-Geneviève de Versailles puis à l'ESSEC, qu'il quitte en fin de première année pour s'inscrire en lettres à la Sorbonne. Délaissant sa scolarité, il rencontre Francis Ponge lors des conférences de ce dernier à l'Alliance française et commence à fréquenter les milieux littéraires parisiens.
Certaines « notices d'autorité »[Lesquelles ?] suggèrent qu'il aurait utilisé comme pseudonyme « Philippe Diamant », mais on n'a connaissance d'aucun texte signé Philippe Diamant. C'est toutefois le nom que Sollers a donné au narrateur de son roman Portrait du joueur, qui est largement autobiographique.

### Premières publications

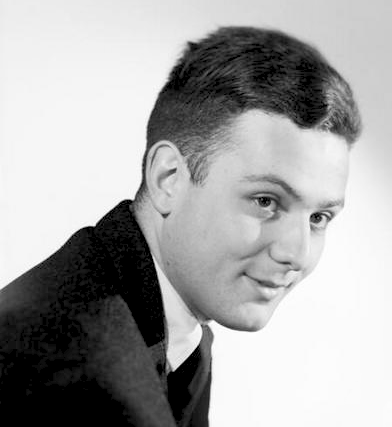
Philippe Sollers en 1958 (Studio Harcourt).

En 1957 paraît Le Défi, son premier texte, dans la revue Écrire dirigée par Jean Cayrol aux éditions du Seuil. En 1958, il accède à la célébrité en publiant son premier roman, Une curieuse solitude. Ses premières œuvres, de facture classique, suscitent alors des critiques élogieuses de la part de François Mauriac et de Louis Aragon, « le Vatican et le Kremlin » se moquera-t-il,.
En 1960, Philippe Sollers participe à la fondation de la revue Tel Quel au Seuil et en devient rapidement le principal animateur, avec notamment Jean-Pierre Faye, qui participera à son comité de rédaction de 1963 à 1967, et qui rompra avec Sollers afin de fonder la revue Change, point de départ d'une polémique qui agitera le milieu des intellectuels de gauche durant plusieurs années et à laquelle participera Catherine Claude. Les textes publiés dans la revue revisitent les œuvres de nombreux auteurs, dont certains sont méconnus ou controversés : Lautréamont, Dante, Artaud, Bataille, Joyce, Derrida, Foucault ou encore Barthes.
En 1962, pour éviter d'être mobilisé en Algérie, Philippe Sollers simule la schizophrénie et reste pendant trois mois sous observation à l'hôpital militaire de Belfort. Il sera réformé après l'intervention du ministre André Malraux.

### Une nouvelle écriture
En parallèle, délaissant le style classique de son premier roman, Philippe Sollers publie, en 1961, Le Parc (pour lequel il reçoit le prix Médicis), puis L'Intermédiaire en 1963. Ses travaux romanesques suivants témoignent d'une recherche stylistique marquée par l'abandon des structures narratives traditionnelles, par l'influence de la culture chinoise et par l'exploration des limites de l'écriture et de l'abstraction. Cela le conduit, dans un premier temps, à écrire des textes structurés de façon rationnelle. Ainsi, Drame (1965) est construit selon une structure de 64 sections, analogue à celle de l’échiquier et du yi jing. Poursuivant dans cette veine, Nombres (1968) est un texte découpé en 25 cycles successifs de quatre séquences, rappelant la structure d'un carré en perpétuelle rotation.
Dans un second temps, son écriture évolue vers une tendance à l'éclatement des structures avec Lois (1972), qui explore les rapports du langage, de l'histoire et de l'inconscient. Cette œuvre est, en particulier, très marquée par l'influence de Finnegans Wake de James Joyce, dont Sollers traduit à la même époque des passages avec Stephen Heath.
Fasciné par la scansion des textes religieux (en particulier de la Bible), il en vient à abandonner toute ponctuation visible pour libérer son expression avec H (1973) et réfère à Ezra Pound qui, selon lui, est allé au-delà de l'écriture automatique. Dans la foulée, il entame, à partir de 1974, la rédaction continue de Paradis, qui paraît sous la forme d'un feuilleton dans Tel Quel jusqu'en 1982. Ce roman, considéré par beaucoup comme l'œuvre majeure de Sollers, se présente comme une « machine » capable d'enregistrer et retranscrire « tout ce qui est dit » à l'heure post-moderne. Paradis 1 est publié en 1981, suivi de Paradis 2 en 1986. Sollers travaille sa diction pour des lectures publiques de Paradis. En 2000, il déclare, au cours d'un entretien, que la rédaction de cette œuvre est toujours en cours.

### Engagements et intérêt pour la Chine

#### 1968: marxisme
Selon Philippe Sollers, son intérêt pour le marxisme date de 1966, première année de la révolution culturelle en Chine. À la fin des années 1960, il s'engage aux côtés du Parti communiste français. Le 29 mai 1968, il participe à la manifestation de la CGT, aux côtés notamment de Louis Aragon, Elsa Triolet, Jean-Luc Godard et d'une grande partie du comité de rédaction de Tel Quel. En mars 1969, il intervient à la Semaine de la pensée marxiste sur le thème « Les intellectuels, la culture et la révolution » et fait partie du comité national de soutien à la candidature de Jacques Duclos lors de l'élection présidentielle qui se tient cette même année.
Au printemps 1971, il fait paraître aux éditions du Seuil l'ouvrage De la Chine, écrit par Maria Antonietta Macciocchi, dont Louis Althusser lui a transmis le manuscrit. Cette journaliste, membre du Parti communiste italien, a écrit le livre à l'issue d'un voyage de trois semaines en République populaire de Chine. Elle y vante les « mérites » du maoïsme et la « réussite » de la révolution culturelle. Sollers voit dans De la Chine « non seulement un admirable témoignage sur la Chine révolutionnaire, mais encore une source d'analyses théoriques qu'il serait illusoire de croire refoulées. […] C'est la puissance et la vérité du "nouveau" lui même. » Le 11 septembre 1971, il rompt avec le Parti au motif que celui-ci a refusé que De la Chine soit vendu à la fête de l'Humanité.

#### 1971: maoïsme
Dans le no 45 de la revue Tel Quel, Sollers commente les « quatre essais philosophiques » de Mao : 

« Notre thèse est qu’ils constituent par rapport à la ligne massive des textes de Marx, Engels, Lénine un "bond en avant" considérable et complètement original de la théorie matérialiste dialectique. »

Avec Marcelin Pleynet, Sollers crée le Mouvement de juin 1971 au sein de Tel Quel. Trois bulletins sont publiés en 1972. Selon Pleynet : « Le ton général en étant très agressif et décidé à ne pas laisser en paix, et à liquider à l’intérieur de la revue, ceux qui se sont laissé prendre aux ruses sociales de la politique du parti stalinien… » Le Mouvement utilise les dazibaos au sein de la rédaction et emprunte la phraséologie maoïste et ses mots d'ordre : « À bas le dogmatisme, l'empirisme, l'opportunisme, le révisionnisme ! Vive la véritable avant-garde ! Vive la pensée maotsétoung ! » À la fin de l'année, les écrivains Jean Ricardou et Jean Thibaudeau, proches du Parti communiste et qui ne partagent pas l'orientation maoïste de Tel Quel, sont contraints d'en quitter le comité de rédaction.
En avril 1974, Philippe Sollers, Julia Kristeva, Marcelin Pleynet, François Wahl et Roland Barthes sont invités par le gouvernement chinois à séjourner en Chine durant trois semaines. Ce déplacement est encadré par les autorités chinoises. À leur retour, la revue Tel Quel consacre un numéro entier à la révolution culturelle. François Wahl publie dans Le Monde du 15 au 19 juin 1974 une série d'articles dans lesquels il fait notamment un parallèle entre la révolution culturelle et la période stalinienne. Au nom de la revue, Philippe Sollers publie une réponse dure, mettant en cause l’assertion de Wahl selon laquelle son passé était « forclos » à la Chine. « Il est dommage que François Wahl n’aime pas la Chine », conclut l’article. « Il serait regrettable qu’il fasse trop partager cet inintérêt,. »
En novembre 1976, avec quelques intellectuels, dont Maria Antonietta Macciocchi et Pierre Halbwachs, il signe un texte, publié dans le journal Le Monde, critiquant la nouvelle ligne chinoise menée par Deng Xiaoping et soutenant Jiang Qing, veuve de Mao et arrêtée dans la nuit du 6 au 7 octobre, leader de la Bande des Quatre,. Le texte réaffirme l'importance de la Chine et du maoïsme pour ses auteurs.
Selon Christophe Bourseiller, qui a écrit une étude historique sur le maoïsme français, la fascination de Sollers pour la Chine maoïste s’explique d’abord par l’idée de rénover la langue et la littérature françaises à travers une expérience radicale. À la fin du chapitre qu'il lui consacre, il synthétise la période maoïste de Sollers en ces termes : « Révolution du langage, maoïsme littéraire : telles sont les clefs de l’engagement de Philippe Sollers au sein du courant prochinois ».

#### 1977: prise de distance
Tel Quel prend discrètement ses distances à l’égard du maoïsme à la fin de 1976. Le numéro 68 de l’hiver 1976 se conclut ainsi : 

« À propos du "maoïsme". Des informations continuent à paraître, ici et là, sur le "maoïsme" de Tel Quel. Précisons donc que si Tel Quel a en effet, pendant un certain temps, tenté d’informer l’opinion sur la Chine, surtout pour s’opposer aux déformations systématiques du PCF, il ne saurait en être de même aujourd’hui. Cela fait longtemps, d’ailleurs, que notre revue est l’objet d’attaques de la part des "vrais maoïstes". Nous leur laissons volontiers ce qualificatif. Les événements qui se déroulent actuellement à Pékin ne peuvent qu’ouvrir définitivement les yeux des plus hésitants sur ce qu’il ne faut plus s’abstenir de nommer la "structure marxiste", dont les conséquences sordides sur le plan de la manipulation du pouvoir et de l’information sont désormais vérifiables. »

Le 13 mai de l'année suivante, Sollers salue les nouveaux philosophes et La Barbarie à visage humain, l'ouvrage que vient de publier Bernard-Henri Lévy, un « manifeste clair, percutant, ramassé ». Il écrit notamment que « le socialisme n'est pas l'alternative du capitalisme, mais sa forme moins réussie, voire tout simplement concentrationnaire » et déclare admirer l'écrivain Alexandre Soljenitsyne et être de ceux que sa lecture a « lentement, profondément transformés ».

Le 12 novembre, il s'en prend violemment aux intellectuels qui « veulent absolument sauver Marx de cette catastrophe qui, désormais, de Moscou à Pékin (combien de fusillés en Chine au cours de l'année ?), couvre près de la moitié de la population planétaire » et se félicite « du fait que Clavel, Glucksmann, Lévy ou moi-même […] avons raison de ne rien espérer du "marxisme" ». » Une controverse l'oppose alors à Bertrand Poirot-Delpech, qui l'accuse de s'être « surpassé dans l'erreur et dans la terreur » en vantant les mérites du marxisme-léninisme et du maoïsme depuis 1968. Bien que, parfois dans des émissions de la télévision, comme lors de la dernière émission d'Apostrophes, le 22 juin 1990, Philippe Sollers explique son engagement maoïste par des formules désinvoltes : « Sur la Chine, tout le monde a déliré », il s'en explique longuement d'une manière approfondie et conséquente dans certains de ses livres, comme Un vrai roman, Mémoires, et surtout dans la deuxième partie de son livre Improvisations, où il écrit : 

« Ce qu'on appelle à un moment donné le "structuralisme" ou le "maoïsme", ce sont toujours des formations de révolte critique contre un état de fait. »

Sollers reconnaîtra plus de trente ans après la justesse des analyses de Simon Leys, qui fut l'un des premiers sinologues à dénoncer le régime maoïste dans son ouvrage Les Habits neufs du président Mao, :

« Trente ans ont passé, et la question reste fondamentale. Disons-le donc simplement : Leys avait raison, il continue d’avoir raison, c’est un analyste et un écrivain de premier ordre, ses livres et articles sont une montagne de vérités précises… 
 »

### À partir des années 1980
En 1982, Philippe Sollers arrête la publication de Tel Quel aux éditions du Seuil et crée la revue L'Infini aux éditions Denoël puis, rapidement, aux éditions Gallimard. Il entame alors la publication d'une série de romans écrits dans une veine plus « figurative » que les précédents, sans toutefois revenir à la structure du récit narratif. Influencé par la lecture de Céline, Paul Morand et de grands auteurs américains — William Faulkner, Ernest Hemingway, Henry Miller, William S. Burroughs, Jack Kerouac ou encore Charles Bukowski —, il publie Femmes. Pour Vanity Fair, il s'agit de « son unique succès littéraire ». Ce roman, empruntant au style de Louis-Ferdinand Céline, analyse entre autres les conséquences du féminisme et des bouleversements politiques et artistiques de l'histoire à travers la vie aventureuse d'un journaliste américain. Le pouvoir et la sexualité sont étudiés et exposés à partir de la thèse : « Le monde appartient aux femmes. C'est-à-dire à la mort. Là-dessus tout le monde ment ». Son écriture est de plus en plus marquée par une utilisation du cut-up et de la réflexion intérieure.
Suivent d'autres ouvrages dans le même esprit : Portrait du joueur (retour aux sources en Gironde et passion épistolaire), Le Cœur absolu (récit de libertinages et évocations romanesques de Dante et Casanova), Les Folies françaises (inceste heureux et culture française), Le Lys d'or (traitement de la frigidité par la lecture), La Fête à Venise (réflexion sur la peinture autour des figures de Watteau, Warhol, Monet et Cézanne), Studio (réflexion sur la poésie autour des figures de Rimbaud et de Hölderlin), Passion fixe (le couple et la littérature), L'étoile des amants (l'évasion et la nature) et, enfin, Une vie divine (Nietzsche, la philosophie et les femmes).

### Essayiste et biographe
Philippe Sollers est également l’auteur d'essais en histoire de l'art, dont il a une conception fondée sur la défense de l'individu, de la création et du plaisir (Théorie des exceptions, La Guerre du goût, Éloge de l'infini, Fleurs). Principalement axé sur la littérature (Dante, Sade, Lautréamont, Proust, Genet, Kafka, etc.), la musique (Bach, Haydn, Mozart, Miles Davis) et les arts plastiques (peintres vénitiens et de la renaissance italienne, peinture française du XVIIIe siècle, impressionnistes, peintres modernes américains), son propos se développe néanmoins dans tous les domaines (théologie, philosophie, histoire, sociologie, psychanalyse).
Il a écrit plusieurs monographies sur des artistes (Watteau, Picasso, Fragonard, Bacon, Cézanne, Rodin, De Kooning) et trois biographies romancées (Vivant Denon, Casanova, Mozart).

### Éditeur et intellectuel français

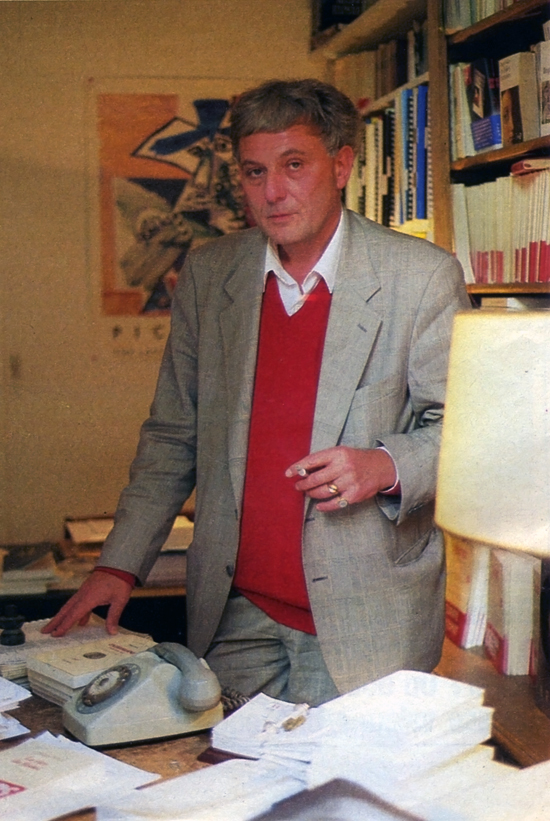
Philippe Sollers au bureau de L'Infini aux éditions Gallimard en 1992.

Philippe Sollers, qui voyage régulièrement à Venise ou réside dans sa propriété du Martray sur l'île de Ré, dirige la revue L'Infini, et participe au comité de lecture des éditions Gallimard.
En tant que directeur de collection chez Gallimard, il a contribué à la publication des œuvres de Frédéric Berthet, Jean-Jacques Schuhl, Gabriel Matzneff, Marc-Édouard Nabe, David di Nota, Valentin Retz, Marc Pautrel, Catherine Millot, Yannick Haenel. Selon une rumeur non confirmée il aurait fait le choix éditorial de refuser Hygiène de l'assassin, le premier roman à succès d'Amélie Nothomb, ce que l'éditeur dément catégoriquement dans une interview avec Magali Aubert en 2007.
Le 26 janvier 1977, Sollers signe dans Le Monde — avec une cinquantaine de personnalités — un appel en faveur de trois hommes inculpés d'attentat à la pudeur sans violence sur des mineurs de quinze ans. Ce texte a été rédigé par Gabriel Matzneff, qui ne fait pas mystère de ses goûts pour la pédophilie et l'éphébophilie.

Le 23 mai 1977, il co-signe (avec notamment Jean-Paul Sartre, Roland Barthes, Simone de Beauvoir, Alain Robbe-Grillet, Françoise Dolto ou Jacques Derrida) une « Lettre ouverte à la Commission de révision du code pénal pour la révision de certains textes régissant les rapports entre adultes et mineurs » dans laquelle il est exigé que soient « abrogés ou profondément modifiés » les articles de loi concernant « le détournement de mineur », dans le sens « d'une reconnaissance du droit de l'enfant et de l'adolescent à entretenir des relations avec les personnes de son choix ». Interrogé sur ce sujet en 2001, il revient dans le journal Libération sur cette signature : 

« Il y aura bientôt trente ans que je l’ai signée et j’avoue n’en avoir aucun souvenir précis. Il y avait tellement de pétitions. On signait presque automatiquement. Dans le texte que j’ai signé et qui doit dater des années 1974-1975, considérer que "l’entière liberté des partenaires d’une relation sexuelle est la condition nécessaire et suffisante de la licéité de cette relation" est effectivement extraordinairement naïf – car qui juge de l’entière liberté des partenaires ? C’est ne pas envisager qu’il peut y avoir un rapport de force ou de pouvoir. Certains aspects de la pétition sont complètement indéfendables. Aujourd’hui, je ne la signerais pas et je pèserais mes mots. »

Le 19 mars 1990, sur FR3, il traite Denise Bombardier de « connasse » puis de « mal baisée » (l’auteur dément avoir prononcé ce dernier terme) trois jours après que celle-ci a dénoncé la pédophilie de Gabriel Matzneff dans l'émission Apostrophes de Bernard Pivot.
En février 1978, il fait partie des membres fondateurs du Comité des intellectuels pour l'Europe des libertés.
Son engagement l'amène aussi à dénoncer, à la fin des années 1990, la « France moisie », pour illustrer la xénophobie latente présente, selon lui, dans l'opinion française. Tout en étant un auteur prolifique, Philippe Sollers apparaît souvent dans les médias comme un personnage controversé et provocateur (« une façon d'étudier sur le vif la croyance sociale aux images », selon ses propres termes), et pour casser l'image traditionnelle des écrivains et agacer ses détracteurs.
Figure du paysage intellectuel et littéraire français de la seconde moitié du XXe siècle, Philippe Sollers fut proche, au cours des années 1960-1970, entre autres de Jacques Lacan, de Michel Foucault, de Louis Althusser et, surtout, de Roland Barthes, qui sont décrits dans le roman Femmes (1983). Après avoir été ses amis, certains écrivains sont devenus de « féroces ennemis », ainsi Dominique de Roux, Philippe Muray ou Jean-Edern Hallier.
Au sujet d'Althusser, dans un entretien publié en juin 1992 dans Art Press, il le décrit comme un personnage qui « a essayé de se dépêtrer de la métaphysique », « surveillé jour et nuit par les flics de la métaphysique… il n’a pas trouvé autre chose à faire qu’à supprimer le pauvre être humain féminin qui vivait à ses côtés, dont on a appris d’ailleurs, après sa mort, et comme par hasard, qu’elle était juive ». On entendra également, après la mort d’Althusser, Philippe Sollers défendre la thèse selon laquelle l’exclusion de Lacan de l'École normale supérieure en 1969 n’avait pas pu se faire sans l’accord de Jacques Derrida et de Louis Althusser. Il y reviendra encore le 6 septembre 2011, lors d’une réunion organisée à Paris par Jacques-Alain Miller, dans ces termes : « Althusser et Derrida s’étaient tous les deux employés à rétablir l’ordre des choses qui était l’ordre communiste… », et aussi : « Lacan a-t-il été expulsé oui ou non de l’ENS ? sur le propos de qui… en embuscade ? d’Althusser et de Derrida, eux-mêmes à l’époque très impliqués dans la question cruciale du PCF… ».
Reposant essentiellement sur des éléments autobiographiques ou « autofictifs »[réf. nécessaire], son œuvre romanesque témoigne d'un rejet des structures narratives traditionnelles. Au-delà des multiples recherches formelles qui ponctuent ses romans, l'écriture de Sollers se caractérise par une constante à travers l'emploi d'un style parlé combinant la voix, la musique et le théâtre à la manière d'un opéra. Un thème récurrent de son œuvre concerne la lutte (une « guerre » selon les termes de Sollers) de l'individu créatif à la recherche du bonheur face à la société improductive, falsificatrice et répressive. Ses travaux critiques illustrent également ce thème, en défendant une conception de l'histoire de l'art, où les artistes sont considérés comme des « exceptions » à la société et la création artistique comme une « expérience des limites ». Son œuvre critique a été décrite comme une « véritable guerre défensive contre le mauvais goût ».

### Télévision
En 2015, Philippe Sollers participe à l'émission Secrets d'Histoire consacrée à Giacomo Casanova, intitulée Casanova, l'amour à Venise, diffusée le 20 octobre 2015 sur France 2.

### Vie privée
Philippe Sollers se marie le 2 août 1967, à Julia Kristeva, psychanalyste, écrivain et sémiologue, d’origine bulgare. Le couple a un fils, né en 1975.
Il entretient également en parallèle, durant plus de cinquante ans, une liaison avec la romancière belge Dominique Rolin (1913-2012),, avec laquelle il a échangé une très large correspondance conservée à la Bibliothèque royale de Belgique dans un fonds spécial. En 1988, Trente ans d’amour fou dévoile la liaison entre Dominique et "Jim". En présence de Sollers, lors de Bouillon de culture, l'émission de Bernard Pivot en mars 2000, elle répond « oui » à la question que lui pose l'animateur : « le Jim de vos livres, c'est bien Sollers ? » rendant publique leur relation. En 2013, il publie Portraits de femmes, un livre où il parle aussi bien de sa mère, de Julia Kristeva, de Dominique Rolin, que de prostituées et de personnages historiques. En 2017, Gallimard publie le premier volume de sa correspondance avec Dominique Rolin, complété par un second volume en 2019.

### Mort
Il meurt le 5 mai 2023 à Paris,, à l'âge de 86 ans. Il est inhumé au cimetière d'Ars-en-Ré, sur l'île de Ré (Charente-Maritime).

## Hommages
Hommage à sa notoriété, Philippe Sollers apparaît dans un bon nombre d'œuvres de tiers, comme dans La Tache et dans Opération Shylock : Une confession, de Philip Roth ; dans ce dernier roman, il est introduit comme un personnage avec son propre nom.
Il apparaît comme personnage dans les romans Les Particules élémentaires de Michel Houellebecq ; À vous de Catherine Cusset ; La Septième Fonction du langage de Laurent Binet ; dans L'Homme qui arrêta d'écrire et, d’une manière plus importante, dans le roman Je suis mort de Marc-Édouard Nabe, sous le nom de Fulgor, en mentor du narrateur. Surtout, il apparaît comme personnage principal du roman de Dominique Rolin, Journal amoureux (Gallimard, 2000), sous le nom de Jim. Tout comme dans le roman L’Horloge enchantée de Julia Kristeva, publié en 2015, sous le nom du personnage de Théo, astrophysicien, incarnant l’homme de sa vie.
Il est soutenu, dans les années 2010, par la revue Transfuge, dont il a fait une fois la couverture en 2010.

## Œuvres

### Romans
- Une curieuse solitude, Le Seuil, 1958
- Le Parc, Le Seuil, 1961, prix Médicis
- Drame, Le Seuil, 1965
- Nombres, Le Seuil, 1966
- Lois, Le Seuil, 1972
- H, Le Seuil, 1973
- Paradis, Le Seuil, 1981
- Femmes, Gallimard, 1983
- Portrait du joueur, Gallimard, 1984
- Paradis 2, Gallimard, 1986
- Le Cœur absolu, Gallimard, 1987
- Les Folies françaises, Gallimard, 1988
- Le Lys d’or, Gallimard, 1989
- La Fête à Venise, Gallimard, 1991
- Le Secret, Gallimard, 1993
- Studio, Gallimard, 1997
- Passion fixe, Gallimard, 2000
- Un amour américain, Mille et une nuits, 2001
- L’Étoile des amants, Gallimard, 2002
- Une vie divine, Gallimard, 2005
- Un vrai roman. Mémoires (autobiographie), Plon, 2007
- Les Voyageurs du temps, Gallimard, 2009
- Trésor d'amour, Gallimard, 2011
- L'Éclaircie, Gallimard, 2012
- Médium[59], Gallimard, 2013
- L’École du mystère, Gallimard, 2015[60]
- Mouvement, Gallimard, 2016[61]
- Beauté, Gallimard, 2017
- Centre, Gallimard, 2018
- Le Nouveau, Gallimard, 2019
- Désir, Gallimard, 2020
- Légende, Gallimard, 2021
- Graal, Gallimard, 2022
- La Deuxième Vie, postface de Julia Kristeva, Gallimard, 2024

### Essais
- Francis Ponge (présentation et anthologie), Seghers, 1963 ; rééd. 2001
- L’Intermédiaire, Le Seuil, 1963
- Logiques, Le Seuil, 1968
- Contributions à Tel Quel, Théorie d'ensemble, Le Seuil, 1968
- L’Écriture et l'expérience des limites, Le Seuil, 1968
- Sur le matérialisme[62], Le Seuil, 1974
- Théorie des exceptions, Folio, 1985
- Carnet de nuit, Plon, 1989 ; Folio, 2006
- Improvisations, Gallimard, 1991
- Sade contre l'Être suprême, précédé de Sade dans le temps, Gallimard 1996[63]
- La Guerre du goût, Gallimard, 1994
- La Littérature contre Jean-Marie Le Pen. À propos du roman de Mathieu Lindon : « Le Procès de Jean-Marie Le Pen », P.O.L, 1998
- L’Année du tigre, journal de l'année 1998, Le Seuil, 1999
- Éloge de l'Infini, Gallimard, 2001
- Liberté du XVIIIe (extraits de La Guerre du goût), Gallimard, 2002
- Illuminations à travers les textes sacrés, Robert Laffont, 2003
- Dictionnaire amoureux de Venise, Plon, coll. « Dictionnaire amoureux », 2004
- Le Saint-Âne, Verdier, 2004
- Lacan même, Navarin, 2005
- Logique de la fiction, Cécile Defaut 2006
- Fleurs, Hermann, 2006
- Guerres secrètes, Carnets nord, 2007
- Grand Beau Temps (aphorismes et pensées choisies), Le Cherche midi, 2009
- Vers le Paradis : Dante au Collège des Bernardins, 1 vol. (69 p.) avec un film DVD de Georgi Galabov et Sophie Zhang, avant-propos d'Antoine Guggenheim, Desclée de Brouwer, 2010
- Discours parfait, Gallimard, 2010
- Fugues, Gallimard, 2012
- Portraits de femmes, Flammarion, 2013  (ISBN 208125493X)
- L’Amitié de Roland Barthes, Le Seuil, 2015
- Complots, Gallimard, 2016
- Agent secret, Mercure de France, coll. « Traits et portraits », 2021

### Chroniques
- « Le Journal du mois », chronique mensuelle dans Le Journal du dimanche de 1999 à juin 2012 et sur le site du Point de juin 2012 au juin 2013, publiées dans un volume de 812 pages chez Flammarion.
- Littérature et Politique, Flammarion, 2014

### Monographies sur des artistes
- Alain Kirili, galerie Adrien Maeght, 1984
- Louis Cane, catalogue raisonné sculptures, Galerie Beaubourg, 1986
- Les Surprises de Fragonard, Gallimard, 1987
- Rodin : dessins érotiques, avec Alain Kirili, Gallimard, 1987
- De Kooning, vite, La différence, 1988 ; rééd. 2007
- Watteau et les femmes, Flammarion, 1992
- Le Paradis de Cézanne, Gallimard, 1995
- Picasso, le héros, Le cercle d'art, 1996
- Les Passions de Francis Bacon, Gallimard, 1996
- Willy Ronis. Nues, Terre bleue, 2008

### Biographies
- Le Cavalier du Louvre (Dominique Vivant Denon), Plon, 1995 ; rééd. Folio-Gallimard
- Casanova l'admirable, Plon, 1998 ; rééd. Folio-Gallimard
- Mystérieux Mozart, Plon, 2001 ; rééd. Folio-Gallimard

### Correspondance
- Lettres à Dominique Rolin, édité par Frans De Haes, Gallimard

1. 1958-1980, 2017
2. 1981-2008[50], 2019

- Correspondance: 1957-1982 (avec Francis Ponge), Gallimard, 2023

### Entretiens
- Entretiens avec Francis Ponge, Seuil-Gallimard, 1963
- Délivrance, avec Maurice Clavel, Seuil, 1976
- Au-delà du dialogue avec Edgar Faure, Balland, 1977
- « Conversation à Notre-Dame », avec Frédéric Berthet, Communications n° 30, 1979
- Vision à New York, avec David Hayman, Grasset, 1981
- Le Rire de Rome, Gallimard, 1992
- La Divine Comédie, avec Benoît Chantre, Desclée de Brouwer, 2000
- Voir écrire, avec Christian de Portzamparc, Calmann-Levy, 2003
- Poker avec Ligne de risque, Gallimard, coll. « L'infini », 2005
- L'Évangile de Nietzsche, Le cherche midi, 2006
- Du mariage considéré comme un des beaux-arts, avec Julia Kristeva, Fayard, 2015
- Contre-attaque, avec Franck Nouchi, Grasset, 2016
- Une conversation infinie, avec Josyane Savigneau, Bayard, 2019

### Audios
- La Parole de Rimbaud, Gallimard, collection « À voix haute », 1999
- Entretien avec Francis Ponge, 6 volumes, Ina, 1999
- James Joyce, conférence, BnF, coll. « Grandes figures de la littérature mondiale au XXe siècle », 2001
- Point de lendemain de Dominique Vivant Denon, lu par Sollers, éd. De Vive voix, 2005
- Écoute de Nietzsche, leçon philosophique, Frémeaux & Associés, 2008
- Déroulement du Dao. La Chine dans les romans de Philippe Sollers, Frémeaux & Associés, 2008

### Vidéos
- Sollers et Guégan ont deux mots à se dire, documentaire réalisé par Danielle Jaeggi et sorti en 1980
- Sollers au paradis / Sollers au pied du mur, 1983, réédité en 2007 par Arcades video
- Sollers-Godard L'entretien[64], 1983, rééd. 2006 par Arcades video
- Sollers joue Diderot / Le trou de la vierge, 1984, rééd. 2007 par Arcades video
- La Porte de l'Enfer d'Auguste Rodin, réalisé par Philippe Sollers et Laurène L’Allinec, diffusé sur FR3 dans le cadre de l’émission Océaniques le 27 janvier 1992.
- Sollers, l'isolé absolu, Art production et France 3, coll. « Un siècle d'écrivain », 1998
- Nietzsche, miracle français, Les films du Lieu-dit, 2006
- Une étrange guerre, film sur Guy Debord « avec Patrick Mosconi comme conseiller, et dont Alice Debord est partie prenante » ; projeté le 19 octobre 2000 sur France 3[65]
- Sur la Chaîne de Philippe Sollers, « Sollers visite Debord en dehors des relations spectaculaires[66] »
- Vers le Paradis, 2010 ; voir section Essais

### Cinéma
- 1963 : Méditerranée de Jean-Daniel Pollet (commentaire)
- 1976 : Salò ou les 120 Journées de Sodome de Pier Paolo Pasolini (crédité au générique)
- 1982 : Chassé-croisé d'Arielle Dombasle
- 1990 : Contretemps de Jean-Daniel Pollet (commentaire)

## Distinctions

### Récompenses
- 1958 : prix Fénéon pour Le Défi
- 1961 : prix Médicis pour Le Parc
- 1985 : Grand Prix de littérature de la ville de Bordeaux
- 1988 : Grand Prix du roman de la Ville de Paris
- 1992 : Grand prix de littérature Paul-Morand[67]
- 2003 : prix Montaigne de Bordeaux pour Illuminations à travers les textes sacrés
- 2006 : prix Prince-Pierre-de-Monaco dans la catégorie littérature
- 2008 : prix Saint-Simon pour Un vrai roman : Mémoires
- 2009 : prix de la BnF
- 2012 : prix Duménil pour L'Éclaircie

### Décorations
- Chevalier de la Légion d'honneur, le 13 juillet 1993[68] pour récompenser ses 34 ans d’activités littéraires
- Commandeur de l'ordre des Arts et des Lettres, le 9 juillet 2014[69]